# 吉田忠明
吉田 忠明（よしだ ただあき、1933年12月9日 - 2018年2月19日）は、日本の大蔵官僚、実業家。東京国税局長を経て、トマト銀行社長、会長を務めた。

## 人物・経歴
鳥取県八頭郡用瀬町出身。一橋大学経済学部を卒業し、1957年大蔵省（現：財務省）に入省（大臣官房文書課）。1959年6月近畿財務局理財部。1960年6月東京国税局調査査察部。1961年6月銀行局金融制度調査官付。1964年7月広島国税局米子税務署長。1966年6月関東信越国税局総務部総務課長。1972年5月外務省在香港日本国総領事館領事。1979年6月東京国税局総務部長。1981年6月大蔵省大臣官房会計課長。1982年6月横浜税関長。
総務庁人事局次長兼内閣官房内閣審議官を経て、1986年6月東京国税局長、1987年6月退官。1987年7月日本鉄道建設公団理事。
1991年5月株式会社トマト銀行顧問、1991年6月株式会社トマト銀行取締役副社長、1992年6月株式会社トマト銀行取締役社長、1996年6月取締役会長。コルレスバンク契約の包括承認取得などを行った。1995年にはトマトカード株式会社を設立。インターネット証券の松井証券との間で証券口座開設申込書受付業務提携の締結も行った。
財団法人社会貢献支援財団理事、公益財団法人長谷育英奨学会理事、岡山市日中友好協会参与なども務めた。
2005年、瑞宝中綬章受章。
2018年2月19日に悪性リンパ腫のため死去。84歳没。叙従四位。